# Verwaltungsgemeinschaft Gleichberge
In de voormalige Verwaltungsgemeinschaft Gleichberge uit de Landkreis Hildburghausen in de Duitse deelstaat Thüringen werkten vijf gemeenten samen voor het vervullen van hun gemeentelijke taken. Zetel van de Verwaltungsgemeinschaft was Römhild. Op 31 december 2012 werd met de fusie van de tot dan toe zelfstandige gemeenten binnen de Verwaltungsgemeinschaft tot de eenheidsgemeente Römhild, de Verwaltungsgemeinschaft opgeheven.

## Gemeenten
1. Haina met ortsteil Sülzdorf
2. Mendhausen
3. Milz met ortsteil Hindfeld
4. Römhild, stad
5. Westenfeld